# Baijiania decipiens
Baijiania decipiens är en gurkväxtart som först beskrevs av Charles Jeffrey och W.J.de Wilde, och fick sitt nu gällande namn av H.Schaef. och S.S.Renner. Baijiania decipiens ingår i släktet Baijiania och familjen gurkväxter. Inga underarter finns listade i Catalogue of Life.